# イル・ニーニョ
イル・ニーニョ（Ill Niño）は、アメリカ合衆国ニュージャージー州で結成された7人組ヘヴィメタルバンド。

## 来歴
Ill Niñoは1998年に結成され、同じ年にJorge Rosadoをヴォーカルに据え、当時のバンド名であるEl Niño名義でデモEPをリリースした。
1999年まではEl Niñoが公式な名前であったが、2000年、Jorge RosadoがMerauderに復帰（Ill Niñoを脱退）した後、彼らはロードランナー・レコードへ移籍するが、同名のバンドが存在したため名前の変更を余儀なくされる。
2001年9月18日に彼らはデビューアルバムである『Revolution Revolución』をリリース、年末にはMTVのオンエアによってシングルの"What Comes Around"が好評を博し、それに伴って2002年のオズフェストとJägermeisterツアーに参加した。
2003年、『Revolution Revolución』の追加レコーディングに取り掛かる直前に、ギタリストのMarc RizzoとパーカッショニストのRoger Vasquezが、個人的な悪感情や別プロジェクトに専念するため脱退。
Marc Rizzoはニューアルバム製作だけにしか関わらず、2ndアルバムリリース直前に元マシーン・ヘッドのアールー・ラスターがギタリスト枠を埋めるために加入、パーカッショニスト枠はダニー・コウトに差し替えられた。
2003年9月30日、2ndアルバム『Confession』がリリースされ、このアルバムはビルボードチャート初登場で37位となった。
シングルの"How Can I Live"は『フレディVSジェイソン』のサウンドトラックに使用され、ロックチャートではピーク時で26位にまで食い込んだ。このアルバムは米国内でリリースされた後、5ヶ月で11万枚以上を販売したため、ベストアルバムのリリースが考えられ始めた。
2005年9月27日に3rdアルバム『One Nation Underground』がリリースされた。（ビルボードチャート初登場101位）
2006年7月15日に彼らはロードランナー・レコードから離脱したことを公表し、その9日後、新たにCement Shoes Recordsと契約したと発表した。ドラマーのデイヴ・チャヴァッリはロードランナー・レコードとの契約解消劇を「友好的なもの」としながらも、2枚のアルバムの成果に見合った妥当なサポートや配慮を受けていないと感じていたようである。
この時期、理由は不明ながらギタリストのJardel Paisanteが脱退したため、代わりにディエゴ・ヴェデュスコが加入した。
2006年9月29日、ロードランナー・レコードがベストアルバム『The Best of Ill Niño』をリリース。このアルバムはロードランナー・レコードから発売された過去3作から13曲を収録したもので、米国内のみで発売された。
2006年11月7日、Cement Shoes Recordsでのデビューに繋がるものとして、5トラックを収録したEP『The Under Cover Sessions』をリリースする。このアルバムにはフェイス・ノー・モアの『Zombie Eaters』、ニルヴァーナの『Territorial Pissings』、ピーター・ガブリエルの『Red Rain』のカヴァーと、『Arrastra』『Reservation for Two』の2曲が含まれている。初週1300枚を売り上げた。
2008年3月11日、4thアルバム『Enigma』がリリースされる。本来は2007年10月9日発売が予定されていたが、数回の延期によってリリースが遅れた。
2010年10月25日、移籍したVICTORY RECORDSから5thアルバム『Dead New World』をリリースした。
2019年1月、ドラムのデイヴ・チャヴァッリが、クリスティアン・マチャド、ディエゴ・ヴェデュスコ、アールー・ラスターの3名がバンドから脱退し、過去に在籍したダニエル・コウトを含む4人のメンバーが新たに加入したことを発表し、この新しいラインナップでの新曲も発表している。しかし、この際脱退したと発表された3名はバンドを脱退していないという声明を出しており、後に3名がデイヴを法的に訴えている。結果として、バンドに残ったデイヴらがイル・ニーニョの名義を使って活動できることとなった。
以降、2021年のアルバムリリースに向けて新曲の発表などがされている。

## メンバー

### 現メンバー
ラズ・ピナ(ベース) / Lazaro Pina
1999年に加入。
デイヴ・チャヴァッリ(ドラムス) / Dave Chavarri
1967年、ペルーのリマで生まれた。ラーズ・ロキット、Merauder、プロ・ペイン、M.O.D.、ソウルフライなどでプレイする。キング・ダイアモンドの大ファンであり、Roadrunner Unitedの"In the Fire"に彼と並んで参加した。
ヤマハ製ドラム、AHEADスティックとジルジャンのシンバルを使用する。
ダニー・コウト(パーカッション) / Daniel Couto
2003年から2013年まで在籍、その後2019年に再加入。
マーク・リゾ(リードギター) / Marc Rizzo
1998年に加入。同年に脱退し、その後1999年から2003年まで在籍。2021年に再び加入。
1977年8月2日、ニュージャージー州カールスタッドに生まれる。Henry P. Becton Regional High Schoolに通っていた。現在はソウルフライのリードギタリストであり、『Prophecy』『Dark Ages』『Conquer』に彼のプレイが収録されている。
『Colossal Myopia』(2006)、『The Ultimate Devotion』(2007)の2枚のソロアルバムをリリースしている。彼のソロ活動はHR/HM、ジャズ、クラシック、フラメンコなど様々なスタイルを合体させたものとなっている。
2007年、初のUSツアーをソールドアウトに導く。
2008年、シュラプネル・レコーズから正式にiTunesでの販売を開始した。
セパルトゥラのカヴァレラ兄弟とゴジラのJoe Duplantierとのサイドプロジェクトであるカヴァレラ・コンスピラシー(Cavalera Conspiracy)に2007年の結成時から2021年まで在籍。在籍中の2008年、アルバム『インフリクテッド(Inflikted)』でデビューを飾った。
PEAVEY、YAMAHAとエンドース契約を結んでおり、ワールドツアーの最中はスケジュールの許す限りギタークリニックを行っている。
2004年に彼の兄弟であるLuke Rizzoと共にインディーレーベル『Phlamencore Records』を立ち上げており、2枚のサンプル、3枚のフルレングスアルバムをリリースした。
彼は大のサッカーファンであり、イタリア勢と平行してAC Milan football clubをサポートしている。ACミランとFC InternazionaleなどのサッカーTシャツでプレイしている光景をDownload Festival 2004にて確認することができる。
また、彼はアマチュアボクサーでもあり、ニュージャージー州のゴールデングローブ（ボクシング大会の名称）で戦っている。ツアー中にウェイトトレーニングを行うことで知られる。ライブ中にジャンプキックを放ったり、バックパックを背負ってプレイすることでも知られていたが、近年はこのトレーニング方法は控えている。
サルバドーレ・ドミンゲス(リズムギター) / Salvadore Dominguez
2019年に加入。元Upon a Burning Body。
ミギー・サンチェス(パーカッション、バッキングボーカル) / Miggy Sanchez
2022年に加入。

### ツアーメンバー、セッションメンバー
トミー・ヴェクスト(ボーカル) / Tommy Vext
2024年の25周年記念ツアーより参加。

### 旧メンバー
ホルヘ・ロサード(ボーカル) / Jorge Rosado
ジェス・デ・オヨス(リードギター) / Jes De Hoyos
2019年に加入。2021年に脱退。元Sons of Texas。
ロジャー・バスケス(パーカッション) / Roger Vasquez
ジャーデル・パイサンテ(リズムギター) / Jardel Martins Paisante
1977年10月5日、ブラジルに生まれる。二児の父。
2006年にイル・ニーニョを脱退した。
ダニエル・ゴメス(ギター) / Daniel Gomez
1998年在籍。
デレク・サイクス(ギター) / Derek Sykes
1999年在籍。
オスカー・サンティアゴ(パーカッション) / Oscar Santiago
クリスティアン・マチャド(ボーカル) / Cristian Machado
2019年に脱退。
結成当初はベースを担当していた。
1974年、ブラジルのリオデジャネイロに生まれた。ブラジル音楽のミュージシャンを父に持つが、生まれてまもなく母とベネズエラに移住したため10代半ばを過ぎるまで父親の存在を知らなかった。1986年からニュージャージー州に移住。義父が彼に電話を掛けてきたときにクリスティアンは気づき、母親が義父が本当の父親であることを告げた。クリスティアンによると父親は彼と会おうとしないそうだが、eメールや電話を通してのコミュニケーションは取っている。"Unframed"は彼の父親のことを歌っている。
故デイヴ・ウィリアムス（ドラウニング・プール）が使用していたマイクを使っている。彼らは互いにイェーガーマイスターツアーで友情を育んだ仲であり、ウィリアムスの死後にバンドとウィリアムスの家族がリスペクトとしてクリスティアンにマイクを送った。また、ソウルフライの3rdアルバム『3』、40 Below Summerの2ndアルバム『The Mourning After』など、多くのアルバムにゲストとして参加している。
ディエゴ・ヴェデュスコ(リズムギター) / Diego Verduzco
フラメンコなどのスペイン音楽を好む。
アールー・ラスター(リードギター) / Ahrue Luster
元マシーン・ヘッドのリードギター担当であるが、かつてはグランジバンドのManmade Godやベイエリア・スラッシュメタルバンドのThe Horde of Torment（かつてはPestilenceという名前だったがロードランナー・レコードに同名のバンドがいたため改名）に所属していた。
彼の最初のプロとしてのレコーディングはマシーン・ヘッドの『The Burning Red』である。
脱退の理由はマシーン・ヘッドのメンバーとして新たな音楽性を探求することはできないこと、また彼らがサイドプロジェクトでの活動も許可してくれず、アーティストとしての信念を貫くためには脱退しかなかったからだと語っている。
サンフランシスコのスラッシュ（ベイエリア・スラッシュメタル）メタル絶頂期から交友のあるデイヴに請われ、2ndアルバムの『Confession』のレコーディング中に加入した。オリジナルメンバーではないものの、メインソングライターの一人である。イル・ニーニョの音楽性は南米やスペインの音楽などを交えたものであるため、様々なスタイルの音楽を好みヘヴィー一辺倒であることを好まないアールーにフィットするようだ。
ESPのシグネイチャーモデルがリリースされているが、そのデザインはマシーン・ヘッド時代のものであり、薄型のボディにフレットマークにスペードをあしらっている。彼が最初に手にしたギターを買ってくれた母親がラスヴェガスのブラックジャックディーラーだったことに由来する。
マルコス・リール(ボーカル) / Marcos Leal
2019年に加入。2024年に脱退。Shattered Sunのメンバー。

## ディスコグラフィー

### オリジナルアルバム
| 年                                         | タイトル               | アルバム詳細                                                                                  | チャート最高位 | チャート最高位 | チャート最高位 | チャート最高位 | チャート最高位 | チャート最高位 | チャート最高位 | チャート最高位 | チャート最高位 | チャート最高位 |
| 年                                         | タイトル               | アルバム詳細                                                                                  | US             | US Hard Rock   | US Rock        | AUS            | FRA            | GER            | JPN            | NLD            | UK             | UK Rock        |
| ------------------------------------------ | ---------------------- | --------------------------------------------------------------------------------------------- | -------------- | -------------- | -------------- | -------------- | -------------- | -------------- | -------------- | -------------- | -------------- | -------------- |
| 2001                                       | Revolution Revolución  | - 発売日: 2001年9月18日, (US) - レーベル: Roadrunner - フォーマット: CD, CS, digital download | —              | —              | —              | —              | —              | —              | —              | —              | 129            | 11             |
| 2003                                       | Confession             | - 発売日: 2003年9月30日, (US) - レーベル: Roadrunner - フォーマット: CD, CS, digital download | 37             | —              | —              | —              | 90             | 67             | 229            | 95             | 118            | 14             |
| 2005                                       | One Nation Underground | - 発売日: 2005年9月27日, (US) - レーベル: Roadrunner - フォーマット: CD, CS, digital download | 101            | —              | —              | 88             | 119            | 88             | 137            | —              | —              | —              |
| 2008                                       | Enigma                 | - 発売日: 2008年3月11日, (US) - レーベル: Cement Shoes - フォーマット: CD, digital download   | 145            | 21             | —              | —              | —              | 67             | 202            | —              | —              | —              |
| 2010                                       | Dead New World         | - 発売日: 2010年10月25日, (US) - レーベル: Victory - フォーマット: CD, digital download       | 164            | 13             | 46             | —              | —              | —              | —              | —              | —              | —              |
| 2012                                       | Epidemia               | - 発売日: 2012年10月22日, (US) - レーベル: Victory - フォーマット: CD, digital download       | —              | 20             | —              | —              | —              | —              | —              | —              | —              | —              |
| 2014                                       | Till Death, La Familia | - 発売日: 2014年7月22日, (US) - レーベル: Victory - フォーマット: CD, digital download        | 143            | 18             | 49             | —              | —              | —              | —              | —              | —              | —              |
| "—" は未発売またはチャート圏外を意味する。 |                        |                                                                                               |                |                |                |                |                |                |                |                |                |                |